# Simpals
Símpals (по-русски произносится «си́мпалс») — молдавская группа компаний, основные направления деятельности — интернет-сервисы, интернет-реклама, 3D анимация и спортивные мероприятия. По итогам 2012 года Simpals являлся лидером на рынке интернет-рекламы в Молдавии и владел крупнейшими порталами, включая самый посещаемый молдавский сайт 999.md. Общий охват интернет-площадок Simpals достигает 75 % пользователей молднета.

## Деятельность
- Разработка порталов. На 2020 год компании Simpals принадлежат 19 порталов, 5 из которых (999.md; point.md; play.md; forum.md; mama.md) входят в 10 самых посещаемых сайтов Молдовы. Общая посещаемость интернет-площадок Simpals достигает 1,5 млн уникальных посетителей в месяц (более 70 % пользователей интернета в Молдове).
- Интернет-реклама. В 2011 году доля Simpals на рынке интернет-рекламы составила 48 % (999.md, play.md, point.md, forum.md). Simpals является лидером по этому показателю[1].
- Анимация и компьютерная графика. Компании Simpals принадлежит крупнейшая молдавская анимационная студия. Ее портфолио включает более сотни работ в сфере видеорекламы и 9 короткометражных мультфильмов, один из которых сделан с использованием технологии VR. С 2008 года студия ведёт работу над созданием первого молдавского 3D мультфильма «Цыган». В 2010 году Simpals открывает школу компьютерной графики и анимации Школу монстров Архивная копия от 30 июня 2020 на Wayback Machine.
- Венчурное инвестирование. В 2011 году Simpals запускает первый в Молдове венчурный стартап инкубатор «Simpals. Garage»[2].
- Социальная деятельность. В 2014 году стартует городской арт-проект от Simpals — Chisinau Is ME Архивная копия от 16 августа 2013 на Wayback Machine. В 2015 году под эгидой проекта Sporter.md Simpals проводит первый Международный Кишиневский Марафон Архивная копия от 4 августа 2020 на Wayback Machine. А в 2017 году, после аномального апрельского снегопада, Simpals создает новый проект — Verde.md Архивная копия от 20 марта 2018 на Wayback Machine.
- Hardware. В 2016 году Simpals анонсирует выпуск первой системы грузов для фридайвинга — Lobster Neck Weight Архивная копия от 20 марта 2018 на Wayback Machine. В течение года система грузов обретает большую популярность во всем мире, при помощи Lobster устанавливают несколько новых мировых рекордов. В 2019 году проект компании Simpals — Garage объявляет о запуске нового продукта — Sonr Архивная копия от 11 августа 2020 на Wayback Machine — подводного коммуникатора для пловцов и тренеров.
- Клиентами Simpals являются молдавские и международные компании и торговые марки: «Orange Moldova», «Moldcell», «Nestle», «British American Tobacco-Moldova», «Microsoft» — Moldova, «Moldtelecom», «Efes Vitanta Moldova Brewery» (EVMB), «Lafarge», «Kraft Foods», «Хортица (завод)», «Audi», «Volkswagen», «Finlandia Vodka», «Procter&Gambell», «President».

## Предыстория

### 2000 год
- 16 ноября запущена площадка gsm.md Архивная копия от 17 декабря 2014 на Wayback Machine.
- Открыт сайт moldovanin.com (18.09.2000). На данном этапе сайт является персональной страничкой Дмитрия Волошина, содержащей портфолио работ, в дальнейшем — ляжет в основу корпоративного сайта будущей компании.

### 2001 год
- 23 января будущий основатель компании Simpals Дмитрий Волошин зарегистрировал домен 999.md Архивная копия от 29 июня 2012 на Wayback Machine, сайт, ставший впоследствии основой будущей компании и самым посещаемым молдавским интернет-ресурсом[1].
- 10 мая запущен молдавский форум — проект forum.md Архивная копия от 11 сентября 2013 на Wayback Machine. Характерной особенностью форума стал формат и система генерирования контента — User-generated content. Площадка дала пользователям Молднета возможность общаться на интересующие их темы.

## История

### 2002 год
- 1 апреля 2002 года компания Simpals зарегистрирована в Кишинёве учредителем Дмитрием Волошиным.
- 14 ноября 2002 года компания Simpals размещается в новом офисе. Количество сотрудников компании — 4 человека.
- Открыта биржа труда joblist.md Архивная копия от 22 июля 2013 на Wayback Machine.
- В рамках MTV Video Music Award 2002 Simpals получает приз за лучшие спецэффекты видеоклипа группы «O-Zone»[3].

### 2003 год
- На конкурсе «Web Top 2003» Simpals получает 2 награды за экономическое развитие сайта 999.md Архивная копия от 29 июня 2012 на Wayback Machine[4].
- В связи с расширением, компания Simpals переезжает в новый офис. Состав компании — 9 человек.
- Запущен автомобильный портал drive.md Архивная копия от 11 сентября 2013 на Wayback Machine.

### 2004 год
- Simpals создаёт социальную онлайн-платформу yes.md Архивная копия от 2 декабря 2020 на Wayback Machine, которая стала своеобразным симбиозом онлайн-игры и современных социальных сетей[5].
- forum.md Архивная копия от 11 сентября 2013 на Wayback Machine становится интернет-проектом года в Молдавии, и получает соответствующую награду в рамках празднования международного дня молодёжи в Кишинёве.

### 2005 год
- 23 марта 2005 года Simpals перемещается в новый офис. Количество сотрудников компании увеличивается до 48 человек.
- Происходит запуск ежедневного чата на yes.md Архивная копия от 2 декабря 2020 на Wayback Machine.
- В рамках программы «Tineretul in actiune» сайт yes.md Архивная копия от 2 декабря 2020 на Wayback Machine получил звание интернет-проекта года в Молдавии.

### 2006 год
- 1 апреля 2006 начинает свою работу площадка point.md Архивная копия от 22 июля 2013 на Wayback Machine — информационно-поисковой ресурс Молдавии. Портал становится официальным партнёром компании Яндекс по Региональной программе.

### 2007 год
- В 2007 году Simpals создаёт первое молдавское интернет-телевидение play.md Архивная копия от 15 сентября 2013 на Wayback Machine[1]. Портал размещает как собственные выпуски новостей, подготовленный командой журналистов, так и альтернативные версии событий — снимать и выкладывать репортажи может каждый желающий.
- В этом же году Simpals заканчивает работу над площадкой colegi.md Архивная копия от 24 июня 2012 на Wayback Machine. Портал становится молдавской социальной сетью.

### 2008 год
- В 2008 году Simpals начинает работу над первым молдавским 3D мультфильмом «Цыган»[6].
- В этом же году создана программа Point Messenger 2.0., которая синхронизирует все сервисы интерактивных онлайн площадок компании. Программа является аналогом клиента ICQ[7].
- 21 декабря 2008 года — смена офиса Simpals. Численность компании достигает 62 человек.

### 2009 год
- В 2009 году Simpals запускает интернет-магазин 999.md, который позволил пользователям интернета в Молдове осуществлять покупку товаров, не выходя из дома.
- Обновляется электронная карта Молдовы point.md/map Архивная копия от 30 апреля 2012 на Wayback Machine. Работа над созданием новой версии карты велась совместно с государственным институтом геодезии, инженерных изысканий и кадастра «Ingeocad». Simpals добавляет динамическую карту point.md/map Архивная копия от 30 апреля 2012 на Wayback Machine на портал point.md Архивная копия от 22 июля 2013 на Wayback Machine. Таким образом, карта Молдавии становится доступной всем пользователям интернета.
- В этом году Simpals работает над клипом на песню Нелли Чобану — «Hora din Moldova» (рум.), который представил Молдову на престижном международном музыкальном конкурсе Конкурс песни Евровидение 2009[8].
- В 2009 году анимационная студия в составе Simpals выпускает 3 короткометражных 3D мультфильма: два — новогодних, и один — приуроченный к международному Дню смеха 1 апреля.

### 2010 год
- Simpals переезжает в новый офис. Число сотрудников компании — 71 человек.
- В 2010 Simpals открывает школу компьютерной графики и анимации «Школа монстров» Архивная копия от 29 марта 2012 на Wayback Machine.
- Simpals открывает молдавское представительство международного клуба игры «Мафия» Архивная копия от 2 сентября 2011 на Wayback Machine[9].

### 2011 год
- В 2011 году Simpals открывает агентство недвижимости imobil.md Архивная копия от 25 июня 2013 на Wayback Machine.
- Simpals запускает первый[10] (англ.) в Молдавии венчурный стартап инкубатор «Simpals Garage»[2] (англ.).
- Стартап-инкубатор «Simpals Garage» выступил соорганизатором Startup Weekend в Молдове[10] (англ.).
- В 2011 году Simpals запускает молдавский sales-house numbers.md Архивная копия от 10 сентября 2013 на Wayback Machine.

### 2012 год
- В 2012 году Simpals начинает процесс объединения всех своих онлайн-площадок в единый проект и запускает систему единой логинации SimpalsID для всех сайтой компании Simpals: 999.md, point.md, play.md, tigan.md, numbers.md.
- Стартует социальный проект «СтопХам Молдова» Архивная копия от 22 июля 2015 на Wayback Machine.
- Запускает мобильный конвертер валют Point Money для операционной системы IOS.
- Запускает на сайте первого молдавского видеохостинга play.md раздел «Видеоканалы».
- 999.md бьет рекорд посещаемости — более 100 000 уникальных посетителей в сутки и более 1 000 000 уникальных посетителей в месяц.
- Самая посещаемая доска онлайн-объявлений 999.md завоёвывает «золото» на конкурсе Торговая Марка Года (недоступная ссылка) в номинации «Фаворит Года».

### 2013 год
- В 2013 году Simpals открывает спортивный интернет-портал sporter.md Архивная копия от 16 сентября 2013 на Wayback Machine и, под эгидой бизнес-инкубатора Simpals Garage, портал marry.md Архивная копия от 17 сентября 2013 на Wayback Machine.
- Анимационная студия Simpals с мультфильмом «Dji. Death fails» завоёвывает победы на различных кинофестивалях.
- Адаптирует мобильное приложение Point Money для операционной системы Android.
- 999.md завоёвывает «серебро» на конкурсе Торговая Марка Года (недоступная ссылка) в номинации «Фаворит Года».
- Спортивный интернет-портал sporter.md проводит первое соревнование по заплыву на открытой воде Sea Mile Архивная копия от 5 марта 2016 на Wayback Machine, участники которого должны переплыть водохранилище Гидигич. Дистанция соревнования 1700 метров.
- Simpals запускает игрушечную ракету Архивная копия от 22 июля 2015 на Wayback Machine в стратосферу.

### 2014 год
- Запускает проект Chisinau is Me (Кишинев — это я) Архивная копия от 16 августа 2013 на Wayback Machine.
- Выпускает мультфильм «Dji. Death sails» Архивная копия от 10 марта 2016 на Wayback Machine.
- Simpals запускает ребрендинг сайта 999.md.
- Спортивный интернет-портал sporter.md проводит первую крупнейшую велогонку в Молдове — Chisinau Criterium, которая впоследствии входит в список ежегодных соревнований, поддерживаемых Министерством молодёжи и спорта Молдовы. Для проведения соревнования на международном уровне Simpals приобретает первую в Молдове профессиональную хронометражную систему.
- Информационный портал point.md бьёт рекорд посещаемости — более 119 000 уникальных пользователей в сутки.
- Запускает мобильное приложение Point Map для операционной системы Android.
- Проводит второе ежегодное соревнование по заплыву на открытой воде Sea Mile, дистанция которого увеличилась относительно прошлого года и составила 1852 метра.
- В 2014 году Simpals запускает мобильное приложение бесплатной доски онлайн-объявлений 999.md для операционных систем IOS и Android.
- 999.md бьет рекорд посещаемости — более 150 000 уникальных посетителей в сутки.
- В рамках старта безвизового режима между Республикой Молдова и Румынией под эгидой sporter.md проводит «безвизовую эстафету» длиной 80 километров, которая стартовала с Площади Великого Национального Собрания и завершилась на территории Румынии.

### 2015 год
- 26 апреля Simpals проводит первый международный марафон в Кишиневе.
- Запускает онлайн-сервис сравнения цен 999 Market Архивная копия от 22 июля 2015 на Wayback Machine, стартовым направлением которого стало продвижение молдавских производителей.
- Запускает мобильное приложение для трансляции онлайн Play Live.
- 999.md бьет рекорд посещаемости — более 170 000 уникальных посетителей в сутки Архивная копия от 22 июля 2015 на Wayback Machine.
- Под эгидой Sporter.md впервые в мире проводит забег по винным подвалам в Крикова.
- В третий раз подряд проводит соревнование по заплыву на открытой воде Sea Mile, в рамках которого участники выбирали уже одну из трёх дистанций: 200 м, 1852 м, 3704 м. Специально для проведения заплыва был реанимирован городской пляж на водохранилище Гидигич.
- Анимационная студия Simpals с мультфильмами «Dji. Death fails» и «Dji. Death sails» завоёвывает победы на различных анимационных фестивалях, а также бьют рекорд по просмотрам — более 1 000 000 каждый на популярном видеохостинге youtube.com Архивная копия от 10 марта 2016 на Wayback Machine.

### 2016 год
- Запускает обновлённую версию самого первого в молднете портала по поиску работы и подбору персонала — Joblist.md Архивная копия от 29 июня 2016 на Wayback Machine.
- Запускает обновлённую версию развлекательного портала — Afisha.md Архивная копия от 23 июня 2016 на Wayback Machine.
- Популярная в Молдове доска объявлений 999.md расширила границы и вышла на интернет-рынок Приднестровья.
- 17 апреля под эгидой проекта Sporter.md проводит второй Международный Кишиневский Марафон, собравший более 15 000 человек.
- 999.md бьёт очередной рекорд посещаемости — 200 000 уникальных пользователей в сутки, что является рекордом в молднете среди молдавских сайтов.
- Под эгидой Sporter.md проводит первое официальное соревнование по забегу в винных подвалах, не имеющего аналогов в мире — Cricova Wine Run.
- Sporter.md запускает свою онлайн-витрину спорттоваров и продавцов спорттоваров — Sporter Market Архивная копия от 23 мая 2016 на Wayback Machine.
- Картографы Point Map добавили подробные карты всех районных центров Республики Молдова.
- В четвёртый раз на водохранилище Гидигич проводится заплыв на открытой воде Ghidighici Sea Mile 2016.
- Впервые под эгидой нового проекта afisha.md Архивная копия от 23 июня 2016 на Wayback Machine проводится фестиваль электронной музыки Fosfor, собравший более 10 000 человек Архивная копия от 15 августа 2016 на Wayback Machine.
- Портал Point.md запустил навигацию на карте Архивная копия от 15 августа 2016 на Wayback Machine.
- Количество объявлений на самой популярной доске объявлений перевалило за 30 000 000 за все время существования проекта.
- Онлайн-сервис сравнения цен 999 Market перешёл на отдельную площадку — price.md Архивная копия от 3 июня 2017 на Wayback Machine.

### 2017 год
- 1 апреля, по традиции в свой день рождения, компания Simpals запустила новый проект — совместная с государством разработка — Achizitii.md Архивная копия от 8 ноября 2017 на Wayback Machine. Это онлайн-площадка для всех тендеров страны, как для коммерческих агентов, так и для государственных. За несколько месяцев работы проект сэкономил государству около 200 000 молдавских леев.
- Также в 2017 году проект Sporter дал старт трёхлетнему ультрамарафону, который пройдет через все районы страны — Rubicon Архивная копия от 21 декабря 2016 на Wayback Machine. С 10 по 12 февраля участники преодолели 463 километра по восточным регионам страны, включая Приднестровье. Более 200 участников приняли участие в первом этапе трёх лет.
- 30 апреля Sporter впервые за свою историю организовали полумарафон в северной столице Республики Молдова — в г. Бельцы.
- После аномальной погоды в апреле 2017 года, компания Simpals запустила новый проект — Verde.md Архивная копия от 20 марта 2018 на Wayback Machine, нацеленный на восстановление уничтоженных погодой зелёных насаждений. При участии жителей города за первый этап посадки, который прошёл осенью, высадили более 400 деревьев в г. Кишинев.
- 25 июня Sporter провели первый в Молдове чемпионат по триатлону — Triatlon Truimph Архивная копия от 15 июля 2017 на Wayback Machine.
- Самая популярная доска онлайн-объявлений 999.md побили рекорд посещаемости — 250 000 уникальный пользователей в сутки.
- 1 июля проект Afisha, совместно с 999.md, а также другими соорганизаторами в лице MS-Prod и Media Show Grup, провели третий выпуск самого крупного фестиваля электронной музыки в Молдове FOSFOR Архивная копия от 19 мая 2017 на Wayback Machine, который установил новый рекорд посещаемости мероприятий, собрав 24 000 зрителей.
- Кишиневский Марафон прошёл 1 октября и собрал 17000 участников.
- Под эгидой проекта 999.md запущен рекомендательный сервис по подбору персонала 999 Master Архивная копия от 20 марта 2018 на Wayback Machine.

### 2018 год
- Компания Simpals стала резидентом Архивная копия от 20 марта 2018 на Wayback Machine первого IT-парка в Молдове.
- Дмитрий Волошин награжден государственной наградой за вклад в развитие спорта — медалью Meritul Civic.[11]
- В апреле спортивная организация Sporter впервые организовала музыкально-спортивный фестиваль Hai Haiduci!  Архивная копия от 24 января 2019 на Wayback Machine
- 5 августа спортивная организация Sporter впервые проводит Glodiator Mud Race  Архивная копия от 23 января 2019 на Wayback Machine
- Роман Штирбу награжден медалью «За Сотрудничество» за проявленный профессионализм и укрепление сотрудничества между обществом и представителями административной власти в рамках проведения благотворительной акции «Copil şcolarizat — copil protejat».
- В сентябре спортивная организация Sporter впервые в истории Республики Молдова организует марафон, в котором принимают участие 18 000 человек.
- В ноябре Simpals переезжает в новый офис.[12]
- В июне и июле Спортивная организация Sporter организовала соревнования по триатлону среди детей Sea Mile Kids Aquathlon и Kids Triathlon.

### 2019 год
- В январе 2019 года Дмитрий Волошин установил мировой рекорд, пробежав 50 км при температуре −60℃ на «Полюсе Холода» (пос. Оймякон, Россия). Забег носил благотворительный характер, цель которого — собрать средства для реабилитации девочки по имени Ева, страдающей ДЦП. Рекорд получил мировое освещение, благодаря чему цель благотворительной акции была достигнута.
- В мае Simpals SRL становится одним из учредителей Ассоциации компаний электронной промышленности (ACEM)[13].
- Роман Штирбу вошел в состав совета директоров Ассоциации компаний информационных технологий (ATIC)[14].
- Проект Map.md начал добавлять 3D-объекты на карту Молдовы.
- Осенью компания Simpals выпустила новый продукт — Studii.md — онлайн-платформу для школ: школьников, директоров, учителей, а также родителей учащихся.
- Также осенью отдел разработки компании — Garage — анонсировал начало работы над новым продуктом — Sonr.pro Архивная копия от 11 августа 2020 на Wayback Machine — подводной рации для пловцов и тренеров, которая качественно улучшит тренировки спортсменов. Продукт вошел в число 7 команд, выбранных акселератором Starta Accelerator (группа Starta Ventures) (г. Нью-Йорк, США)[15].
- 30 сентября в Молдове прошел 5 Кишиневский Международный Марафон, собравший рекордное количество спортсменов из Молдовы и из зарубежа — более 18 000 участников[16].
- Самая популярная в Молдове доска онлайн-объявлений — 999.md — отметила свое 20-тилетие на рынке. Более 2 000 000 пользователей при помощи 999.md ежемесячно находят и предлагают другим различные товары и услуги.
- В декабре компания Simpals успешно прошла сертификацию ISO 9001:2015 и 27001:2008[17].

### 2020 год
- В январе 2020 года мультфильм производства Simpals Studio — ARIPI, завершил свой фестивальный период, благодаря чему появилась возможность опубликовать мультфильм в открытом доступе[18]. Также в 2020 году мультфильм «Aripi» вошел в ТОП-50 VR-дебютов 2019 года Forbes[19], принял участие в 28 фестивалях и получил 9 наград. Также он стал первым молдавским мультфильмом, который вышел на площадке Steam[20].
- Система грузов для фридайвинга Lobster получил престижную премию в области промышленного дизайна iF Design Awards 2020[21]. В июне Lobster также получил премию Red Dot[22].
- В свой день рождения компания Simpals передала больницам Республики Молдова два видеоларингоскопа[23].
- В связи с событиями, вызванными пандемией Covid-19, и переходом школ Республики Молдова на удаленное обучение, проект Studii.md стал расширять возможности, преобразовав платформу электронных дневников и журналов в полноценную систему для дистанционного обучения. Как результат, платформа Studii.md вошла в список платформ, которые рекомендует для дистанционного обучения Министерство Образования, Культуры и Исследований РМ[24]. К концу 2020 года к платформе подключилось более 111 школ по всей стране.
- Компания Simpals вошла в состав нового консультативного комитета Ассоциации ATIC, посвященного обсуждению и решению проблем финансового сектора в Молдове.
- В период карантина в Молдове проект 999.md присоединился к национальной инициативе #staiacasa и выступил с поддержкой местных производителей и фермеров, предоставив им бесплатное размещение объявлений на сайте. Помогал врачам искать бесплатное жилье рядом с работой, а людям — безвозмездно обмениваться услугами в категории «Взаимопомощь в карантине». Совместно с Joblist сделал блок для срочного поиска сотрудников в карантин с бесплатным размещением вакансий.
- Проект Garage помогал некоммерческой инициативной группе Viziere с производством визоров (защитных масок для врачей), а Sporter вместе с волонтерами переделывал маски для снорклинга под защитные маски для врачей[25].
- В июле Sporter провел первый в Молдове онлайн марафон RUNdemia, участники которого за 7 дней побежали 10 886,64 км[26]. В ноябре прошел второй онлайн забег RUNdemia 2.0. Участники осеннего выпуска пробежали 8 014 км[27].
- В июле компания Simpals запустила электронный сервис обмена и хранения документов — ID.md Архивная копия от 9 февраля 2021 на Wayback Machine[28].
- При поддержке UNICEF, USAID и ВОЗ женский форум mama.md и общественная организация Forum выпустили live-передачу aLIVE, в которой эксперты отвечают на вопросы зрителей.
- Проекты Map.md и 999.md присоединились к национальной туристической кампании #Neampornit #Protejați[29]. На карте появилась новая категория с главными достопримечательностями Молдовы, а также возможность добавлять новые места на карту. На 999.md — специальный блок для развития внутреннего туризма.
- На карте Map.md появилась функция Indoor Mapping[30].
- В сентябре Garage объявил о запуске нового стартапа Aheel Архивная копия от 17 января 2021 на Wayback Machine — устройства для бегунов, которое бы помогало научиться бегать безопасно и не травмоопасно.
- В сентябре Stiri.md стал самым читаемым новостным ресурсом на румынском языке в Молдове, по данным Gemius[31].
- Кишиневский Международный Марафон в 2020 году впервые прошел в формате онлайн.
- 999.md побили рекорд посещаемости — более 400 000 уникальных пользователей в день.
- В ноябре Lobster стал спонсором национальных соревнований по фридайвингу в бассейне в Пекине — City League[32].
- Simpals Studio также выпустила серию социальных скетчей, посвященных проблемам экологии — «The Ocean», «The Harvest», «The Flat»[33].

### 2021 год
- 999 запускают Marketplace, большой ассортиментом новых товаров, и возможностью доставки.
- Команда запускает фабрику стартапов Simpals Factory с собственным инвестиционным фондом в 1 000 000 €.
- Анимационная студия выпускает первый 1D мультфильм.
- Запускают Chronica - проект, который восстановит историю Кишинева и всей Молдовы.
- Первая партия самого маленького подводного коммуникатора Sonr.
- Simpals Factory выпускают новый продукт - музыкальный визуализатор Aurora.

### 2022 год
- Компаний исполняется 20 лет, в честь годовщины на свет появился первый шрифт, разработанный в Молдове и для Молдовы - Onest.

## Персонал
- На сегодняшний день в Simpals работает 216 человек.

## Руководство
- Генеральный директор — Дмитрий Волошин.
- Главный исполнительный директор— Роман Штирбу.

## Фильмография

### 2009
- «Баро и Тагар»/"Baro and Tagar "
- «Цыган и Смерть»/«Gypsy and Death»

### 2010
- «Санта и Смерть»/«Santa and Death»

### 2012
- «Dji. Death fails»

### 2014
- «Dji. Death Sails»

### 2019
- «ARIPI» (VR)

### 2020
- «The Ocean»
- «The Harvest»
- «The Flat»

## Премии и Номинации
| Год  | Номинант                                                  | Премия | Категория                                | Результат                           |
| ---- | --------------------------------------------------------- | --- | ---------------------------------------- | ----------------------------------- |
| 2013 | Dji. Death fails                                          | Budapest Short Film Festival Архивная копия от 27 августа 2014 на Wayback Machine                              | Анимация                                 | Победа                              |
| 2013 | Dji. Death fails                                          | Filmsshort Архивная копия от 18 августа 2017 на Wayback Machine                                                | Онлайн-конкурс                           | Главный приз                        |
| 2013 | Dji. Death fails                                          | Shortini Film Festival                                                                                         | Фильм                                    | Победа                              |
| 2013 | Dji. Death fails                                          | Opuzen Film Festival Архивная копия от 14 декабря 2013 на Wayback Machine                                      | Анимационный фильм                       | Победа                              |
| 2013 | Dji. Death fails                                          | International Short Film Festival KOROCHE Архивная копия от 5 марта 2021 на Wayback Machine                    | Анимационный фильм                       | Победа                              |
| 2013 | Dji. Death fails                                          | SHORTS Film Festival Архивная копия от 12 июля 2017 на Wayback Machine                                         | Анимация                                 | Победа                              |
| 2013 | Dji. Death fails                                          | Thess International Short Film Festival Архивная копия от 20 августа 2017 на Wayback Machine                   | Премия за кинематографическое достижение | Победа                              |
| 2013 | Dji. Death fails                                          | FreeNetWorld International Film Fest Архивная копия от 22 августа 2017 на Wayback Machine                      | Выбор зрителей                           | Победа                              |
| 2013 | Dji. Death fails                                          | Film Festival Cinema Under The Stars Архивная копия от 20 августа 2017 на Wayback Machine                      | Анимационный фильм                       | Победа                              |
| 2013 | Dji. Death fails                                          | KROK International Animation Festival 2013 Архивная копия от 26 мая 2016 на Wayback Machine                    | Трагикомедия в 3D                        | Диплом                              |
| 2013 | Dji. Death fails                                          | Libelula Animation Festival                                                                                    | Анимационный фильм                       | Особое упоминание                   |
| 2013 | Dji. Death fails                                          | Nevada International Film Festival                                                                             | Комедия                                  | Победа                              |
| 2014 | Dji. Death fails                                          | Dieciminuti Film Festival Архивная копия от 17 августа 2017 на Wayback Machine                                 | Анимация                                 | Победа                              |
| 2014 | Dji. Death fails                                          | ClujShorts Архивная копия от 19 августа 2017 на Wayback Machine                                                | Анимация                                 | Победа                              |
| 2014 | Dji. Death fails                                          | Riverside Short Film & Video Festival Архивная копия от 17 августа 2017 на Wayback Machine                     | Выбор зрителей                           | Победа                              |
| 2014 | Dji. Death fails                                          | Prokuplje Short Film Festival Архивная копия от 17 августа 2017 на Wayback Machine                             | Анимация                                 | Победа                              |
| 2014 | Dji. Death fails                                          | FIFES 2014 Архивная копия от 19 сентября 2017 на Wayback Machine                                               | Анимационный фильм                       | Победа                              |
| 2014 | Dji. Death fails                                          | Sorsi Corti International Short Film Festival Архивная копия от 23 декабря 2014 на Wayback Machine             | Анимация                                 | Победа                              |
| 2014 | Dji. Death fails                                          | MisCon International Short Film Festival Архивная копия от 9 августа 2017 на Wayback Machine                   | Фэнтези                                  | Выбор фанатов                       |
| 2014 | Dji. Death fails                                          | Neum Animated Film Festival Архивная копия от 21 августа 2017 на Wayback Machine                               | Музыка                                   | Победа                              |
| 2014 | Dji. Death fails                                          | Festival du Film Merveilleux et Imaginaire                                                                     | Анимационный фильм                       | Победа                              |
| 2014 | Dji. Death fails                                          | Tri-Cities International Fantastic Film Festival                                                               | Анимация                                 | Победа                              |
| 2014 | Dji. Death fails                                          | ON THE ROAD Online Film Festival Архивная копия от 26 января 2021 на Wayback Machine                           | Анимация                                 | Победа                              |
| 2014 | Dji. Death fails                                          | Premio Cinematografico Palena Архивная копия от 10 августа 2017 на Wayback Machine                             | Анимационный фильм                       | Особое упоминание                   |
| 2014 | Dji. Death fails                                          | Corti a Ponte Архивная копия от 21 августа 2017 на Wayback Machine                                             | Анимационный фильм                       | Особое упоминание                   |
| 2014 | Dji. Death fails                                          | VOTD.tv Архивная копия от 2 марта 2021 на Wayback Machine                                                      | Онлайн-конкурс                           | Видео дня                           |
| 2015 | Dji.Death Sails                                           | FIFES Архивная копия от 2 июня 2017 на Wayback Machine                                                         | Анимационный фильм                       | Победа                              |
| 2015 | Dji.Death Sails                                           | New Horizon | Комедия                                  | Победа                              |
| 2015 | Dji.Death Sails                                           | MisCon 29 International Short Film Festival Архивная копия от 9 августа 2017 на Wayback Machine                | Фэнтези                                  | Победа                              |
| 2015 | Dji.Death Sails                                           | Bangalore Shorts Film Festival Архивная копия от 17 августа 2017 на Wayback Machine                            | Анимационный фильм                       | Особое упоминание                   |
| 2015 | Dji.Death Sails                                           | Neum Animated Film Festival Архивная копия от 17 августа 2017 на Wayback Machine                               | 3Д Анимация                              | Победа                              |
| 2015 | Dji.Death Sails                                           | Best Shorts Competition Архивная копия от 2 ноября 2010 на Wayback Machine                                     | Награда за выдающиеся достижения         | Победа                              |
| 2015 | Dji.Death Sails                                           | Short of the Year- Spring 2015 Архивная копия от 17 августа 2017 на Wayback Machine                            | Анимационный фильм                       | Особое упоминание                   |
| 2015 | Dji.Death Sails                                           | Koroche Архивная копия от 5 марта 2021 на Wayback Machine                                                      | Зарубежное кино                          | Победа                              |
| 2015 | Dji.Death Sails                                           | ASI Viewer’s Choice Awards                                                                                     | Независимые профессиональные фильмы      | Победа                              |
| 2015 | Dji.Death Sails                                           | Modix Festival                                                                                                 | Анимационный фильм                       | Особое упоминание                   |
| 2015 | Dji.Death Sails                                           | Linoleum Film Festival Архивная копия от 17 августа 2017 на Wayback Machine                                    | Анимационный фильм                       | Особое упоминание жюри              |
| 2015 | Dji.Death Sails                                           | Animaevka | 3Д Анимация                              | Победа                              |
| 2015 | Dji.Death Sails                                           | ANIMA2015 — VIII Córdoba International Animation Festival Архивная копия от 17 августа 2017 на Wayback Machine | Анимация для детей                       | Победа                              |
| 2015 | Dji.Death Sails                                           | Firenze Short Film Festival Архивная копия от 21 октября 2020 на Wayback Machine                               | Анимация                                 | Победа                              |
| 2015 | Dji.Death Sails                                           | Videnie Архивная копия от 20 августа 2017 на Wayback Machine                                                   | Анимация                                 | Победа                              |
| 2015 | Dji.Death Sails                                           | Tofuzi Архивная копия от 17 июня 2016 на Wayback Machine                                                       | Кино для детей                           | Победа                              |
| 2015 | Dji.Death Sails                                           | Atlanta Shorts Fest Архивная копия от 17 августа 2017 на Wayback Machine                                       | Анимационная короткометражка             | Победа                              |
| 2015 | Dji.Death Sails                                           | Videomedeja Архивная копия от 24 августа 2017 на Wayback Machine                                               | Анимационный фильм                       | Особое упоминание                   |
| 2016 | Dji.Death Sails                                           | ШОРТЫ | Анимация                                 | Победа                              |
| 2015 | Dji.Death Sails                                           | Nevada International Film Festival Архивная копия от 17 августа 2017 на Wayback Machine                        | Анимация                                 | Победа                              |
| 2015 | Dji.Death Sails                                           | FAAF | Анимационный фильм                       | Зрительский выбор                   |
| 2016 | Dji.Death Sails                                           | International Animday Awards                                                                                   | Анимационный фильм                       | Выбор жюри                          |
| 2016 | Dji.Death Sails                                           | Love Your Shorts Film Festival                                                                                 | Анимация                                 | Победа                              |
| 2016 | Dji.Death Sails                                           | Cinema Under the Stars                                                                                         | Анимация                                 | 1-е место                           |
| 2016 | Dji.Death Sails                                           | Monstra Animated Film Festival                                                                                 | Семейное кино                            | Зрительский выбор                   |
| 2016 | Dji.Death Sails                                           | Ciné-Jeune de l’Aisne Архивная копия от 25 мая 2021 на Wayback Machine                                         | Анимационная короткометражка             | Победа                              |
| 2016 | Dji.Death Sails                                           | Golden Orchid International Animation Festival                                                                 | Анимационная короткометражка             | Победа                              |
| 2016 | Dji.Death Sails                                           | Festival International UN Pays UN Film                                                                         | Анимационный фильм                       | Зрительский выбор                   |
| 2016 | Dji.Death Sails                                           | Reel Shorts Film Festival in Grande Prairie Архивная копия от 29 августа 2016 на Wayback Machine               | Анимационный фильм                       | The Youth Audience Choice Award     |
| 2019 | ARIPI Архивная копия от 5 февраля 2020 на Wayback Machine | Best Shorts Competition Архивная копия от 11 мая 2020 на Wayback Machine                                       | Анимационный фильм                       | The Award of Excellence             |
| 2019 | ARIPI Архивная копия от 5 февраля 2020 на Wayback Machine | Neum Animated Film Festival Архивная копия от 21 августа 2017 на Wayback Machine                               | Анимация                                 | Grand Prix                          |
| 2019 | ARIPI Архивная копия от 5 февраля 2020 на Wayback Machine | Neum Animated Film Festival Архивная копия от 21 августа 2017 на Wayback Machine                               | Анимация                                 | Best 3D Animation                   |
| 2019 | ARIPI Архивная копия от 5 февраля 2020 на Wayback Machine | Festival du Film Merveilleux et Imaginaire Архивная копия от 6 августа 2020 на Wayback Machine                 | Анимация                                 | Best Animation                      |
| 2019 | ARIPI Архивная копия от 5 февраля 2020 на Wayback Machine | International Independent Film Awards Архивная копия от 11 августа 2020 на Wayback Machine                     | Анимационный фильм                       | Platinum Winner                     |
| 2019 | ARIPI Архивная копия от 5 февраля 2020 на Wayback Machine | Vancouver International Film Festival Архивная копия от 7 октября 2019 на Wayback Machine                      | VR                                       | Veer Audience Award                 |
| 2019 | ARIPI Архивная копия от 5 февраля 2020 на Wayback Machine | RAVAC International Film Festival Архивная копия от 10 августа 2020 на Wayback Machine                         | Анимационный фильм                       | Audience Award                      |
| 2019 | ARIPI Архивная копия от 5 февраля 2020 на Wayback Machine | RAVAC International Film Festival Архивная копия от 10 августа 2020 на Wayback Machine                         | Анимационный фильм                       | Best Music                          |
| 2019 | ARIPI Архивная копия от 5 февраля 2020 на Wayback Machine | RAVAC International Film Festival Архивная копия от 10 августа 2020 на Wayback Machine                         | Анимационный фильм                       | Best Sound                          |
| 2019 | ARIPI Архивная копия от 5 февраля 2020 на Wayback Machine | LUSCA Fantastic Film Fest Архивная копия от 11 мая 2020 на Wayback Machine                                     | VR                                       | Best VR Project                     |
| 2019 | ARIPI Архивная копия от 5 февраля 2020 на Wayback Machine | Delhi Shorts International Film Festival Архивная копия от 12 июня 2020 на Wayback Machine                     | Анимационный фильм                       | Certificate of Excellence           |
| 2019 | ARIPI Архивная копия от 5 февраля 2020 на Wayback Machine | Baltimore Next Media Web Fest Архивная копия от 12 июня 2020 на Wayback Machine                                | VR                                       | Best VR Project                     |
| 2019 | ARIPI Архивная копия от 5 февраля 2020 на Wayback Machine | Austin Indie Fest Архивная копия от 11 мая 2020 на Wayback Machine                                             | VR                                       | Best VR Project                     |
| 2019 | ARIPI Архивная копия от 5 февраля 2020 на Wayback Machine | VR AWARDS Архивная копия от 11 мая 2020 на Wayback Machine                                                     | VR                                       | Finalist                            |
| 2019 | ARIPI Архивная копия от 5 февраля 2020 на Wayback Machine | Palm Beach International Mini Movie and Film Festival Архивная копия от 12 июня 2020 на Wayback Machine        | VR                                       | Best Animated VR Project            |
| 2020 | ARIPI Архивная копия от 5 февраля 2020 на Wayback Machine | Gala Cineaștilor 2020                                                                                          | Анимационный фильм                       | Best Soundtrack/Best Original Music |
| 2020 | ARIPI Архивная копия от 5 февраля 2020 на Wayback Machine | Canterbury film festival Архивная копия от 12 июня 2020 на Wayback Machine                                     | Анимационный фильм                       | Best International Film             |
| 2020 | ARIPI Архивная копия от 5 февраля 2020 на Wayback Machine | Canterbury film festival Архивная копия от 12 июня 2020 на Wayback Machine                                     | Анимационный фильм                       | Best Animation                      |
| 2020 | ARIPI Архивная копия от 5 февраля 2020 на Wayback Machine | Short Sweet Film Fest Архивная копия от 12 июня 2020 на Wayback Machine                                        | VR                                       | Outstanding Virtual Reality Film    |
| 2020 | ARIPI Архивная копия от 5 февраля 2020 на Wayback Machine | Lichter VR Storytelling Award Архивная копия от 12 июня 2020 на Wayback Machine                                | VR                                       | Best VR Animation                   |
| 2020 | ARIPI Архивная копия от 5 февраля 2020 на Wayback Machine | Rofife Film Festival Архивная копия от 8 февраля 2021 на Wayback Machine                                       | Animation                                | 2nd Prize                           |
| 2020 | ARIPI Архивная копия от 5 февраля 2020 на Wayback Machine | Gassli Film Festival Архивная копия от 5 февраля 2021 на Wayback Machine                                       | VR                                       | Innovative Storytelling Award       |
| 2020 | ARIPI Архивная копия от 5 февраля 2020 на Wayback Machine | Khem Animation Film Festival Архивная копия от 7 февраля 2021 на Wayback Machine                               | Animation                                | Best 3D Film                        |
| 2020 | ARIPI Архивная копия от 5 февраля 2020 на Wayback Machine | Kiev International Film Festival Архивная копия от 8 августа 2020 на Wayback Machine                           | Animation                                | Best Animated Film                  |
| 2020 | The Flat                                                  | Florida Animation Festival Архивная копия от 24 января 2021 на Wayback Machine                                 | Animation Category                       | 1st Place                           |
| 2020 | The Flat                                                  | Artkino Архивная копия от 1 февраля 2021 на Wayback Machine                                                    | Animated Film                            | Honorable Diploma                   |

## Социальная деятельность
- Социальный проект Simpals — «Мальчикам и девочкам посвящается», в рамках которого оказывает помощь детям-сиротам из детских домов Молдавии. (2006, 2007, 2011, 2014, 2015 гг.).
- Социальный проект помощи ветеранам Молдавии от Simpals, совместно с порталом forum.md Архивная копия от 11 сентября 2013 на Wayback Machine — «Wерни Wетеранам Wеру». Проект реализуется с 2005 года.
- Социальный проект «СтопХам Молдова», совместно с порталом forum.md Архивная копия от 11 сентября 2013 на Wayback Machine. Проект реализуется с 2012 года с согласия организаторов российского движения «СтопХам».
- Проект Chisinau Is Me («Кишинев — это я»), цель которого преобразить серые невзрачные объекты городской архитектуры до самостоятельных достопримечательностей урбанистического искусства.
- Проект Verde.md, цель которого обновить зеленые насаждения Кишинева и Молдовы, пострадавшие в результате аномальных снегопадов в апреле 2017 года.

## Образовательная деятельность
- Школа компьютерной графики и анимации «Школа Монстров» Архивная копия от 29 марта 2012 на Wayback Machine.

## Интересные факты
- Днём рождения компании руководством принято считать 1 апреля, День смеха. Традиционно, в этот день Simpals объявляет о старте проектов, компаний или акций.
- Одно из корпоративных развлечений сотрудников Simpals — ломать старые компьютеры.
- В 2008 году директор Simpals получил приглашение посетить студию Pixar, в Эмервиле, США[35] (рум.). Представителей Pixar заинтересовал проект Simpals, мультфильм «Цыган».
- Simpals осуществил первую в Молдове онлайн видео трансляцию[1].
- Simpals первым в Молдове провёл марафон, соревнования по фридайвингу, забег в винных подвалах и ряд других соревнований для спортсменов любителей и профессионалов.

## Бренд
- Девиз Simpals — «Makes life simple» (англ. делает жизнь проще).

## Сайт
- www.simpals.md Архивная копия от 29 октября 2014 на Wayback Machine

### Русскоязычные сайты
- Удовольствие быть лучшим Архивная копия от 10 августа 2014 на Wayback Machine
- http://newsmaker.md/rus/novosti/multfilm-moldavskogo-proizvodstva-dji-death-sails-poluchil-nagradu-award-of-excell-17992 Архивная копия от 29 января 2016 на Wayback Machine
- Список победителей WebTop 2003
- Первый молдавский 3D мультфильм «Цыган» mediasapiens.tv Архивная копия от 4 июля 2011 на Wayback Machine
- http://kp.ru/daily/24285/479943/?geo=3 ; http://www.timpul.md/articol/nelly-ciobanu-nu-mi-e-rusine-de-evoluarea-la-moscova-2242.html Клип Нелли Чобану будет снимать вся Молдова siesta.md
- В Кишиневе клубится «Мафия» kp.ru
- Verde.md Архивная копия от 24 января 2019 на Wayback Machine

### Иноязычные сайты
- «Ţiganul» a intrat în atenţia companiei Disney timpul.md Архивная копия от 27 октября 2011 на Wayback Machine (рум.).
- Simpals Garage helps you transform your idea into a successful business moldova.startupweekend.org Архивная копия от 18 июня 2012 на Wayback Machine (англ.).
- Simpals Garage şi-a deschis uşile Архивная копия от 2 мая 2012 на Wayback Machine (рум.)
- https://www.timpul.md/modules.php?module=news&section=articol&uri=astazi-isi-deschide-portile-incubatorul-de-startup-uri---simpals-garage-27480.html
- Verde.md prima plantare Архивная копия от 24 января 2019 на Wayback Machine
- Chisinau is me Архивная копия от 24 января 2019 на Wayback Machine
- Chisinau International Marathon 2018 Архивная копия от 24 января 2019 на Wayback Machine